# Imperio del Mar del Norte
El Imperio del Mar del Norte es el nombre dado en ocasiones por parte de los historiadores al periodo histórico en el que el rey Canuto el Grande reinó en los distintos reinos de Dinamarca, Inglaterra y Noruega, así como de algunas zonas de las costas del sur de Suecia. Otro nombre para referirse a esta unión personal es el de Imperio angloescandinavo.

## Formación
La formación de este gran reino vikingo bajo el mando directo de Canuto el Grande estuvo bastante fraccionado por los distintos territorios que lo conformarían y que harían a Canuto el Grande el gobernante más poderoso de la época en Europa del Norte y Central, en especial tras la batalla naval de Helgeå. 

### Inglaterra
Canuto era el segundo hijo del rey vikingo de Dinamarca Svend «Barba ahorquillada». Acompañó a éste en su exitosa invasión a Inglaterra, a la muerte del rey en tierras inglesas, las tropas danesas proclamaron a Canuto como rey de Inglaterra, al estar este en Inglaterra, al igual que su hermano Harald II fue nombrado rey de Dinamarca debido a que en ese momento era el regente del reino por la campaña de su padre.
Este fue el primer título real del nuevo gobernante, aunque al año siguiente, en 1015 hizo un viaje a Inglaterra durante el cual Etelredo II el Indeciso hace que la Witenagemot (la asamblea de nobles de Inglaterra) le nombre rey de Inglaterra, por lo que a la vuelta de Dinamarca, Canuto vuelve a luchar por Inglaterra, consiguiendo la victoria nuevamente tras la batalla de Assandun. Es coronado nuevamente rey de Inglaterra y comienza a reinar de una manera justa por lo que consigue el apodo de Canuto «el benevolente».

### Dinamarca
A la muerte de Svend Barba Ahorquillada en 1014, sería su hijo primogénito, Harald II el que heredaría el reino de Dinamarca, al tiempo que Canuto heredaba el reino de Inglaterra.
Pero, con la prematura muerte del hermano del rey Canuto, Harald II, el reino de Dinamarca pasa a manos del primero, lo que permitiría la creación de este interregno de la historia de la Dinamarca vikinga al mando de Canuto II el Grande.

### Noruega
Olaf II había extendido su poder a través de Noruega mientras el jarl Eirik Hákonarson (enemigo de Olaf II) estaba aliado con Canuto en Inglaterra. La enemistad de Canuto con Olaf se extendió más ya que Etelredo había regresado a Inglaterra en una flota proporcionada por Olaf. En 1024 Canuto había ofrecido a Olaf gobernar Noruega como su vasallo; pero cuatro años después, en 1028 partió con 50 naves de sus fuerzas inglesas para subyugar a Noruega. Un gran contingente de barcos daneses se unió a él, y Olaf se retiró en el fiordo de Oslo mientras Canuto navegaba a lo largo de la costa, aterrizando en varios puntos y recibiendo juramentos de lealtad de los caciques locales. Finalmente en Nidaros, hoy Trondheim, fue aclamado rey por el thing, y pocos meses después Olaf huyó a Suecia.
En 1030, Olaf intentó regresar, pero la gente de la zona de Nidaros no lo quería de vuelta (su reinado previo había sido muy impopular) y fue derrotado y muerto en la batalla de Stiklestad.

### Suecia y vasallos
Canuto el Grande controló también varios reinos vikingos de Suecia, siendo Suecia el territorio vikingo menos unificado, por lo que Canuto solo debía contar con el apoyo de caudillos locales.
Existe mucha controversia sobre si llegó a gobernar o no Suecia, ya que aunque lo hizo de iure, no se sabe si de facto los suecos lo tuvieron como rey, pues los registros suecos de la época son casi nulos y muy inexactos. Se argumenta la acuñación de monedas de Canuto «rey de los Suecos» (CNVT REX SW) para afirmar que sí reino realmente, pero no se aceptan como prueba fidedigna porque no era realmente necesaria su presencia para la acuñación de estas, y se han llegado a encontrar otras que afirmaban que Canuto reinó en Irlanda. Solo se sabe con certeza su dominio en la costa de la actual Gotia, región controlada previamente y reafirmada en su campaña contra Olaf II de Noruega
Aparte de las regiones de Suecia citadas como controladas por Canuto, también había varias regiones que eran vasallos directos de este:
- Escocia: Tras volver de un viaje a Roma, Canuto decidió someter a los señores de Escocia, para que estos le jurasen lealtad.
- Gales: Esta región fue aliado de Canuto en su guerra previa contra Inglaterra, por lo que aceptó ser vasallo de este por la imposibilidad de plantar frente al poder militar del rey vikingo y los beneficios que les aseguró este.
- Islas británicas menores: En su empresa en Escocia, Canuto topó con el Señor de las Islas Echmarcach mac Ragnaill, quien acabó aceptando ser un vasallo de Canuto, el cual con él y los otros dos reyes menores de Escocia se aseguraba el poder en toda Gran Bretaña y las islas circundantes, a excepción de Irlanda.
- Zonas de Irlanda: Algunos señores de Irlanda acabaron jurando lealtad a Canuto por la posibilidad de que este acabase invadiendo la isla. La zona más importante de Irlanda que acabó en la esfera de influencia de Canuto fue Dublín, ciudad que acabó gobernando Echmarcach, un año después de la muerte de Canuto.[2]
- Jomsborg: Fortaleza en el norte actual de Alemania que tradicionalmente vasalla del rey de Dinamarca.
- Zona oriental de Sueonia: Región que presuntamente rendía vasallaje al rey Canuto, en la subregión de Uplandia se han encontrado numerosas monedas con el sello de Canuto Rex.

Otras regiones fueron aliados de Canuto, el cual se preocupaba de demostrar fuerza ante estos para asegurarse su lealtad:
- Polonia: En 1022 Canuto se alió con los polacos, entonces gobernados por el expansionista duque Boleslao «el Bravo». Más tarde, con el paso de ducado a reino de Polonia, mandaría a Godwin a patrullar el báltico para demostrar a sus nuevos aliados el poder con el que contaba.
- Normandía: Zona controlada por vikingos descendientes de conquistadores noruegos.

Sin embargo, la influencia en esta zona se puede observar en un verso del escaldo islandés Óttarr svarti, en el que llama a Canuto «rey de la daneses, los irlandeses, el Inglés y los isleños» (el verso es previo a los enfrentamientos de Canuto con Olaf II).